# Storstrømsbroen
Storstrømsbroen er en 3,2 km lang bro over Storstrømmen, der forbinder Orehoved på Falster med Masnedø. Broen omfatter et jernbanespor, der er en del af Sydbanen, en tosporet vej, der er en del af sekundærrute 153, og en kombineret gang- og cykelsti, der er en del af den nationale cykelrute 7. Alle tre fortsætter fra Masnedø over Masnedsundbroen til Vordingborg på Sjælland.
Siden 2018 er der blevet bygget på en ny Storstrømsbro mellem Falster og Masnedø. Vejdelen forventes at åbne i 2025 og jernbanedelen i 2027. Derefter vil den nuværende bro blive revet ned.

## Nuværende bro
En fast baneforbindelse havde været undersøgt siden 1887, men en lavbro forkastedes i 1910 fordi den ville genere søfarten (15.000 skibe/år i 1936). Biltrafikken voksede tilstrækkeligt til at også vejforbindelse måtte inkluderes, og en benzinafgift på 1 øre/l blev indført for at spare penge sammen til projektet, som blev vedtaget og påbegyndt i 1933.
Broen, som er 3.199 m lang og 9 m bred, med 50 brofag hvoraf 3 er buefag. Den er projekteret af Anker Engelund og udført af Dorman, Long & Co. (som medfinansierede projektet) ved Guy Maunsell og med Poul Middelboe som ledende ingeniør. Christiani & Nielsen stod for broens betonkonstruktioner og jordundersøgelser. Det længste spænd er 136 m og den maksimale gennemsejlingshøjde er 26 m; højere skibe må bruge klapbroen i Masnedsund ved siden af. Der er brugt 120.000 m3 beton, 20.000 t jern og dertil 5.000 t spunsjern, og flyttet 2 mio m3 jord. Samlet pris omkring 35 mio kr.
Indvielsen blev foretaget af kong Christian 10. og fandt sted d. 26. september 1937, hans fødselsdag. Den afløste en tidligere jernbanefærgerute Masnedø-Orehoved. Indtil Farøbroernes åbning i 1985 var den en del af hovedvejen mellem København og Gedser.
Jernbanen fører regional trafik over Storstrømmen. Fra køreplanen 2019 er internationale tog mellem København og Hamborg permanent omlagt til at køre over Storebælt, Fyn og Jylland i stedet for. På grund af færgefarten over Femern Bælt, hastighedsopgraderinger og nyt dobbeltspor i Sydjylland, er turen over Storebælt cirka 17 minutter kortere (København-Hamborg) end med færgen Rødby-Puttgarden. Desuden er der elektrificeret hele vejen via Storebælt. Af samme årsager kører de interskandinaviske godstog (Sverige-Tyskland) fra åbningen af Storebæltsforbindelsen (1997) også via Fyn og Jylland, i stedet for via Storstrømsbroen.
Nedrivningen kan koste 385 mio kr, og kan tidligst påbegyndes efter at den nye bro anvendes.

## Kommende bro
Da der blev konstateret alvorlige skader på Storstrømsbroen, og den har en begrænset kapacitet til at kunne afvikle togtrafikken efter åbning af Femern Bælt-forbindelsen, besluttede Folketinget i 2013 at bygge en ny bro vest for den nuværende og rive denne ned, når den nye bro står færdig.
På den nye bro kan passagertog køre op til 200 km/t, mod max. 100 km/t på den gamle bro. To skarpe kurver for jernbanen på Masnedø rettes ud. Den nye bro får dobbeltsporet og elektrificeret jernbane, cykelsti, fortov og en bred landevej til max. hastighed 80 km/t. Broen bygges som en kunstig skråstagsbro, hvor stagene bidrager til broens stabilitet, men ikke er nødvendige for at holde broen oppe. Den får en enkelt pylon med stagene opsat symmetrisk over pylonen i en enkelt række opsat mellem jernbanen og vejbanen. Den ca. 4 km lange bro vil blive Danmarks 3. længste bro, efter de to Storebæltsbroer, hvis Øresundsbroen der hovedsageligt ligger i Sverige, ikke tages i betragtning. Den bygges af det italienske joint venture SBJV, mens det danske selskab COWI har stået for projekteringen. Vejdirektoratet fungerer som bygherre på vegne af den danske stat, og har et informationscenter på Masnedø.
Tidligere transportminister Henrik Dam Kristensen har betegnet forbindelsen over Storstrømmen som "meget vigtig i forhold til Femern Bælt-projektet". Regeringen afsatte 3,9 milliarder til en ny Storstrømsbro i forslaget til finansloven 2013. Projektet blev sat på standby i oktober 2015, da Femern Bælt-forbindelsen blev forsinket.
Fagbladet 3F afslørede i december 2017, at to af de tre firmaer i SBJV (Condotte og Grandi Lavori Fincosit) var involveret i en stor korruptionssag i Italien. Det fik Folketingets transportudvalg til at udsætte underskrivelsen af kontrakten med det italiensk konsortium indtil kammeradvokaten havde undersøgt forholdene. Kammeradvokatens undersøgelse viste, at reglerne var overholdt i udbuddet, men der blev indført en annullereringsklausul i kontrakten. Rapporten viste dog også, at det ene af firmaerne, Condotte, var ved at gå konkurs.
27. september 2018 blev første spadestik til broen taget. I 2020 blev byggeriet forsinket med et år på grund af coronaviruspandemien. I december 2021 vurderede Vejdirektoratet, at broen vil være klar til biltrafikken ultimo 2025 og til jernbanetrafikken i 1. kvartal 2027.
Det er planen at 1/3-del af de gennemgående godstog igen skal køre via Storstrømsbroen når Femernforbindelsen åbner. Når Tyskland har udvidet jernbanen til Puttgarden, hvilket de har forpligtet sig til i kontrakten med Danmark om Femernforbindelsen, senest 7 år efter åbningen af den faste forbindelse, skal alle gennemgående godstog igen omlægges til Storstrømsbroen og dermed Fugleflugtslinjen. Fugleflugtslinjen er cirka 160 km. kortere (København-Hamborg) end omvejen via Storebælt, Fyn og Jylland.
Sidste brofag blev monteret 29. december 2024. Første ikke-byggerelaterede krydsning skete i juli 2025, af cykelryttere begrænset til 20 km/t.

## Galleri
- Luftfoto
- Luftfoto
- Kombineret gang- og cykelsti samt vejbaner.
- Buerne på midten af broen.
- Broen drejer ved Masnedø.
- Undersiden af broen ved Masnedø.
- De tre buer midt på broen.